# Фасселс-Корнер (Флорида)
Фасселс-Корнер (англ. Fussels Corner) — переписна місцевість (CDP) в США, в окрузі Полк штату Флорида. Населення — 5560 осіб (2020).

## Географія
Фасселс-Корнер розташований за координатами 28°3′27″ пн. ш. 81°51′38″ зх. д. / 28.05750° пн. ш. 81.86056° зх. д. (28.057629, -81.860679).  За даними Бюро перепису населення США в 2010 році переписна місцевість мала площу 14,94 км², з яких 14,36 км² — суходіл та 0,58 км² — водойми.

## Демографія
Згідно з переписом 2010 року, у переписній місцевості мешкала 5561 особа в 2447 домогосподарствах у складі 1706 родин. Густота населення становила 372 особи/км².  Було 2981 помешкання (200/км²).
Расовий склад населення:
| - 87,5 % — білих - 4,2 % — чорних або афроамериканців - 0,6 % — корінних американців - 0,4 % — азіатів - 5,8 % — осіб інших рас |

До двох чи більше рас належало 1,4 %. Частка іспаномовних становила 10,1 % від усіх жителів.
За віковим діапазоном населення розподілялося таким чином: 15,5 % — особи молодші 18 років, 47,7 % — особи у віці 18—64 років, 36,8 % — особи у віці 65 років та старші. Медіана віку мешканця становила 57,0 року. На 100 осіб жіночої статі у переписній місцевості припадало 96,8 чоловіків;  на 100 жінок у віці від 18 років та старших — 93,5 чоловіків також старших 18 років.
Середній дохід на одне домашнє господарство  становив 44 451 долар США (медіана — 35 698), а середній дохід на одну сім'ю — 49 639 доларів (медіана — 38 991). Медіана доходів становила 33 600 доларів для чоловіків та 31 463 долари для жінок. За межею бідності перебувало 16,3 % осіб, у тому числі 32,5 % дітей у віці до 18 років та 11,1 % осіб у віці 65 років та старших.
Цивільне працевлаштоване населення становило 1480 осіб. Основні галузі зайнятості: роздрібна торгівля — 20,7 %, мистецтво, розваги та відпочинок — 20,0 %, освіта, охорона здоров'я та соціальна допомога — 18,4 %.